# Beresan (Insel)
Beresan (ukrainisch und russisch Березань, altgriechisch Βορυσθένης Borysthenēs, Ἅγιος Αἰθέριος Hagios Aitherios, Heiliger Aitherios, altrussisch Белобережье Belobereschje) ist eine Insel im Schwarzen Meer in der Nähe des Dnepr-Bug-Limans.

## Geographie
Das Eiland ist ungefähr 900 Meter lang und maximal 320 Meter breit. In der Zeit der ersten Stadtgründung war die Insel offenbar noch über einen schmalen Landweg begehbar, heute wird sie durch eine fünf Meter tiefe und etwa 1,5 Kilometer lange Passage vom Festland getrennt.
Die Insel liegt südlich des Beresan-Limans 4 km vor der Küste des Dorfes Rybakiwka und 12,8 km südwestlich der Stadt Otschakiw im Rajon Otschakiw in der Oblast Mykolajiw.

## Geschichte

### Antike

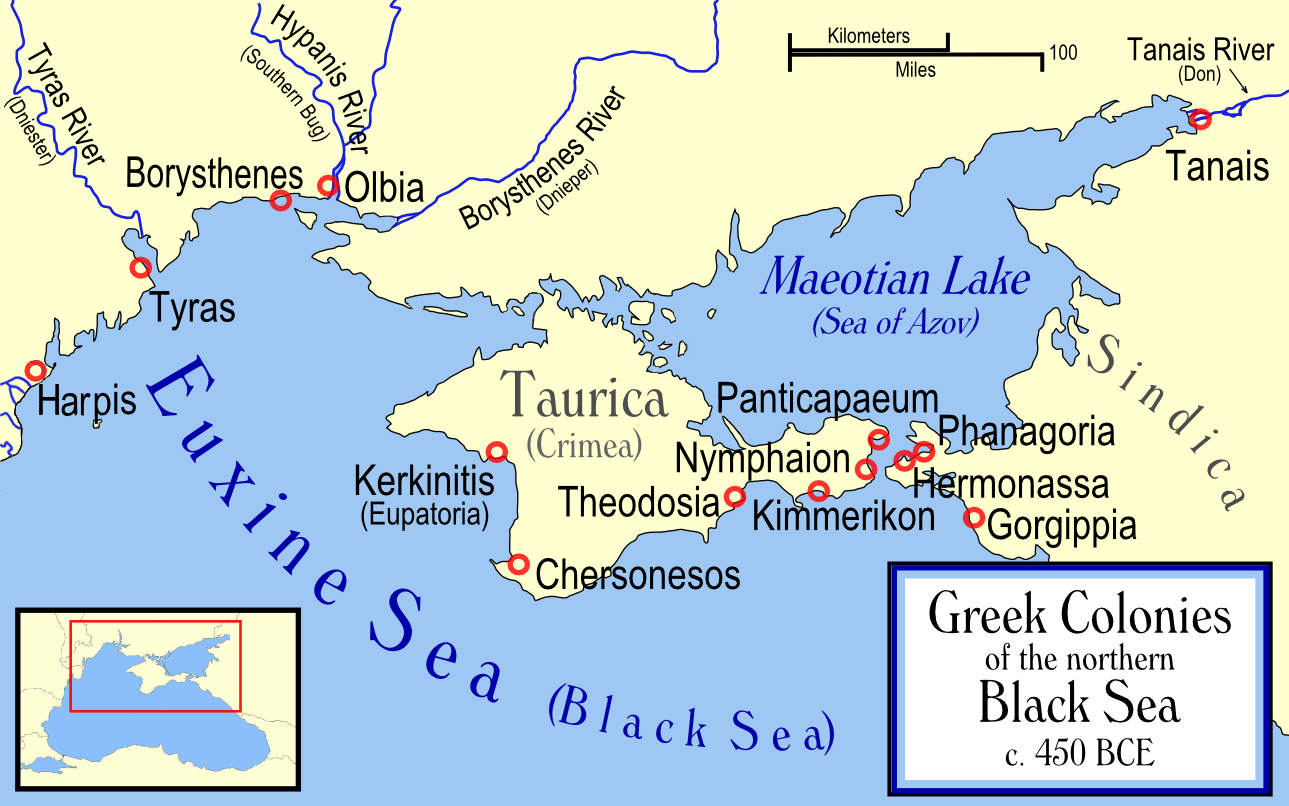
Schwarzes Meer um 450 v. Chr.

Die Insel Borysthenes (nach dem griechischen Namen für den Dnepr) war eine der ersten griechischen Siedlungen in der nördlichen Region des Schwarzen Meeres. Eusebius von Caesarea gibt die erste Besiedlung durch Bewohner aus Milet zwischen 647 und 646 v. Chr. an. 
Die Insel war daraufhin fast ein Jahrtausend lang besiedelt, erst im 5. Jahrhundert wurde das Eiland verlassen, unter anderem bedingt durch die größere wirtschaftliche Bedeutung der benachbarten Insel Olbia. 
Wichtigstes Handelsgut der Bewohner war Getreide, das von den Skythen gekauft und auf Schiffe zum Transport in den Mittelmeerraum verladen wurde. Im antiken Griechenland waren Olbia und Borysthenes die wichtigsten Lieferanten von Getreide.

### Kiewer Rus
Archäologische Funde von in die Erde eingetieften Häusern, Keramik, Armreifen und andere Gegenstände weisen auf eine frühslawische Besiedlung der Insel seit etwa dem 7. Jahrhundert hin (Penkowka-Kultur, Anten).
Die Insel war eine wichtige Station auf dem Weg vom Dnjepr zum Schwarzen Meer (Weg von den Warägern zu den Griechen) an der Grenze zum byzantinischen Reich und hatte auch geostrategische Bedeutung. 
944 wurde in einem Vertrag zwischen der Kiewer Rus und dem Byzantinischen Reich festgelegt, dass die Rus die Insel im Sommer als Lager nutzen konnten, allerdings ohne die Bewohner von Chersones zu bedrohen oder Winterlager auf dem Eiland einzurichten. Im Winter 971/972 errichteten die geschlagenen Truppen der Rus unter Swjatoslaw I. nach der Niederlage bei Dorostolon dort ein Winterlager, wahrscheinlich mit Zustimmung von Kaiser Johannes Tzimiskes. Bald darauf brach eine Hungersnot aus, wohl aufgrund der hohen Zahl der dort untergebrachten Truppen. 
Noch im 11. Jahrhundert war die Insel ein Aufenthaltsort gotländischer Kaufleute auf deren Weg ins Byzantinische Reich. Darauf deutet ein Runenstein, den ein wahrscheinlich gotländischer Reisender für einen Gefährten dort errichtete (Runenstein von Beresan).
Aus dem 11. oder 12. Jahrhundert ist ein kleines orthodoxes Kreuz (Enkolpion), das auf der Insel gefunden wurde.

### Kosaken
Die Saporoscher Kosaken errichteten auf der Beresan während ihres Krieges gegen die Krimtataren im 16. und 17. Jahrhundert Befestigungsanlagen. Nach dem Fall des benachbarten Otschakiw an die Russen wurde die Insel nach Neurussland eingegliedert.

## Ausgrabungen
Die Reste der griechischen Siedlung und die dazugehörige Nekropole wurden seit dem 19. Jahrhundert ausgegraben. Obwohl Teile der Insel überflutet wurden und Erosion sowie Grabräuber das antike Erbe in Mitleidenschaft gezogen hatten, konnten zahlreiche Keramiken  und Inschriften gefunden werden.